# APC Smart-UPS
Smart-UPS — серия источников бесперебойного питания (ИБП) корпоративного уровня, выпускаемых компанией American Power Conversion (APC). Большинство устройств имеет порт SmartSlot (за исключением серий SC и SMC), в который можно установить дополнительную интерфейсную карту, обеспечивающую различные функции, от удалённого управления ИБП до мониторинга температуры и влажности. За исключением серий RT и SRT, ИБП Smart-UPS представляют собой линейно-интерактивные системы, инверторы которых запускаются только при отсутствии сетевого питания.
Линейка Smart-UPS делится на несколько разных частей:
| модель                                    | Характеристики |
| ----------------------------------------- | --- |
| Smart-UPS                                 | Стандартная модель с синусом на выходе преобразователя. Позже известна как Smart-UPS SMT, SMX. |
| Smart-UPS SC                              | Упрощенная версия, основанная на архитектуре Back-UPS без расширения SmartSlot и с модифицированной синусоидой на выходе. Она несовместима со многими блоками питания с активным корректором коэффициента мощности (ККМ). |
| Smart-UPS SMC                             | Экономичная версия Smart-UPS SMT, без расширения SmartSlot, с упрощенным ЖК-дисплеем и чистой синусоидой на выходе. |
| Smart-UPS XL                              | Серия «Extended Run», с разъемом Anderson Powerpole, позволяющим последовательно подключать до 10 внешних аккумуляторных блоков к основному устройству для более продолжительной работы.                                  |
| Smart-UPS SUM                             | Модульная серия, с отдельным управлением тремя секциями |
| Smart-UPS RT (SURT, SURTD), Smart-UPS SRT | Вариант с инвертором двойного преобразования, не имеющий задержки переключения на батареи. |
| Smart-UPS VT                              | Вариант с трехфазным питанием, для установок большой мощности. |

## Программное обеспечение
- Все устройства Smart-UPS работают с фирменным программным обеспечением APC PowerChute, доступным для различных операционных систем.
- Свободной альтернативой PowerChute является проект бесплатного программного обеспечения APC UPS Daemon (Apcupsd), который поддерживает операционные системы Linux, Mac OS X, UNIX и Microsoft Windows, и может работать в автономном режиме или в режиме клиент-сервер.
- Устаревшие Smart-UPS (не серии SMX, SMT или SURTD[4]) также могут работать с Network UPS Tools (NUT), сторонним приложением, под Linux.[5] Программное обеспечение предназначено для безопасного автоматического отключения всех подключенных к ИБП компьютеров до того, как батареи разрядятся.

## Интерфейсы управления
В качестве способа управления ИБП, мониторинга и автоматического отключения подключенного оборудования все модели Smart-UPS оборудованы, по крайней мере, одним последовательным интерфейсом (RS-232 или USB), в то время как большинство моделей также имеет, по крайней мере, один порт расширения SmartSlot, а более крупные (и во многих случаях более старые) модели Smart-UPS могут поддерживать два порта SmartSlot. Доступность большего количества портов SmartSlot в одном модуле Smart-UPS может быть достигнута с помощью модулей расширения моделей AP9600 и AP9604. Установка дополнительной карты в порт SmartSlot придаёт ИБП дополнительные возможности, выходящие за рамки стандартного последовательного интерфейса.
Ранние карты SmartSlot, такие как AP9605, обеспечивают функциональность SNMP и доступ по Telnet. Платы AP9606 и более поздние версии добавляют веб-интерфейс, который можно использовать для настройки и администрирования ИБП, а также для создания оповещений по электронной почте. AP9617 и более новые карты добавляют подключение стандарта 10 / 100Base-T, поддержку протоколов Secure HTTP, Secure Shell (SSH), RADIUS, SNMP версии 3, PCNS и функциональность системного журнала. Модели AP9612, AP9618, AP9619 и AP9631 обеспечивают мониторинг окружающей среды при использовании вместе с датчиками температуры/влажности. Модель AP9618 также обеспечивает внешнее управление через модемное соединение в случае, если соединение Ethernet 10/100 не работает.
Карты SmartSlot продолжают работать от батареи даже когда ИБП выключен, что позволяет дистанционно запускать ИБП даже в ситуации потери питания (при условии, что сетевая инфраструктура все ещё включена и работает). Карты также будут работать в течение короткого времени после выключения ИБП вручную или из-за низкого заряда батарей.
Начиная с выпуска в 2009 году моделей SMT (а затем SMX и SURTD) старый интерфейс управления RS-232 (последовательный порт с разъемом DB-9) был заменен 10-контактной розеткой RJ50 и кабелем RJ50->DB-9 для подключения к последовательному порту защищаемого компьютера, а также стандартным интерфейсом USB . Кроме того, порт SmartSlot стал несовместим с картами старых моделей электрически, а также приобрёл механический ограничитель их установки. В новой версии порта SmartSlot используется протокол сигнализации Microlink, который, в отличие от предыдущего протокола APC UPSLINK, не был публично задокументирован. Однако, используя новую интерфейсную карту AP9620, пользователи могут добавить поддержку предыдущего протокола в новые модели SMT и SMX. Установка такой карты делает текущие модели обратно совместимыми со старым программным обеспечением, созданным для более старых серий Smart-UPS.
В августе 2013 года появилась дополнительная опция в виде новой прошивки для определённых моделей SMT и SURTD, добавив публично документированный протокол Modbus к проприетарному протоколу Microlink, что позволяет сторонним разработчикам поддерживать управление ИБП Smart-UPS новой серии.
В конце 2009 года, когда были выпущены линейки продуктов SMT и SMX, порт SmartSlot был переведен на новую коммуникационную платформу, использующую протокол APC Microlink. Электрические и механические свойства (слот-ключ) нового SmartSlot делают старые карты SmartSlot несовместимыми с текущими моделями Smart-UPS. Например, текущая (на апрель 2015 года) модель Smart-UPS SMT1500 совместима только с картами SmartSlot AP9613, AP9620, AP9630 и AP9631.
Новая конструкция карты и порта называется NMC2. Благодаря их устройству большинство карт SmartSlot нового типа (включая AP9613, AP9630 и AP9631) обратно совместимо со старыми моделями Smart-UPS.
Карта AP9630 формата NMC2: вид сверху на печатную плату, вид снизу, и передняя панель с разъёмом Ethernet и последовательный порт консоли
| модель   | Характеристики                                                                                       |
| -------- | --- |
| AP9603   | SNMP-карта управления стандарта Token Ring                                                           |
| AP9605   | SNMP-карта управления стандарта 10BASE-T                                                             |
| AP9606   | Web/SNMP-карта стандарта 10BASE-T                                                                    |
| AP9607   | Двухпортовая карта расширения последовательного интерфейса                                           |
| AP9608   | Карта удалённого управления по модему                                                                |
| AP9610   | Карта ввода/вывода сухих контактов                                                                   |
| AP9612TH | Карта мониторинга параметров окружающей среды                                                        |
| AP9613   | Карта ввода/вывода сухих контактов(есть аксессуары AP9335T, AP9335TH и AP9810)                       |
| AP9615   | Пятипортовая карта-концентратор стандарта 10BASE-T                                                   |
| AP9617   | Карта сетевого управления стандарта 10/100BASE-T                                                     |
| AP9618   | То же, что и AP9617, плюс мониторинг окружающей среды, управление по модему, и дискретный ввод/вывод |
| AP9619   | То же, что и AP9617, плюс мониторинг окружающей среды и дискретный ввод/вывод                        |
| AP9620   | Устаревшая карта — добавляет последовательный порт и USB-соединение                                  |
| AP9622   | Интерфейсная карта, реализующая протокол Modbus                                                      |
| AP9623   | Добавляет ещё один порт последовательного интерфейса с протоколом Smart Signaling                    |
| AP9624   | Добавляет ещё два порта последовательного интерфейса                                                 |
| AP9630   | Карта сетевого управления версии 2 (NMC2) стандарта 10/100BASE-T                                     |
| AP9631   | То же, что и AP9630, плюс мониторинг окружающей среды                                                |
| AP9635   | То же, что и AP9630, плюс мониторинг окружающей среды, управление по модему и протокол Modbus        |